# Gloria Milland
Gloria Milland, pseudonimo di  Mara Fiè (Cagliari, 11 ottobre 1940 – Ladispoli, 27 agosto 1989), è stata un'attrice italiana.

## Biografia

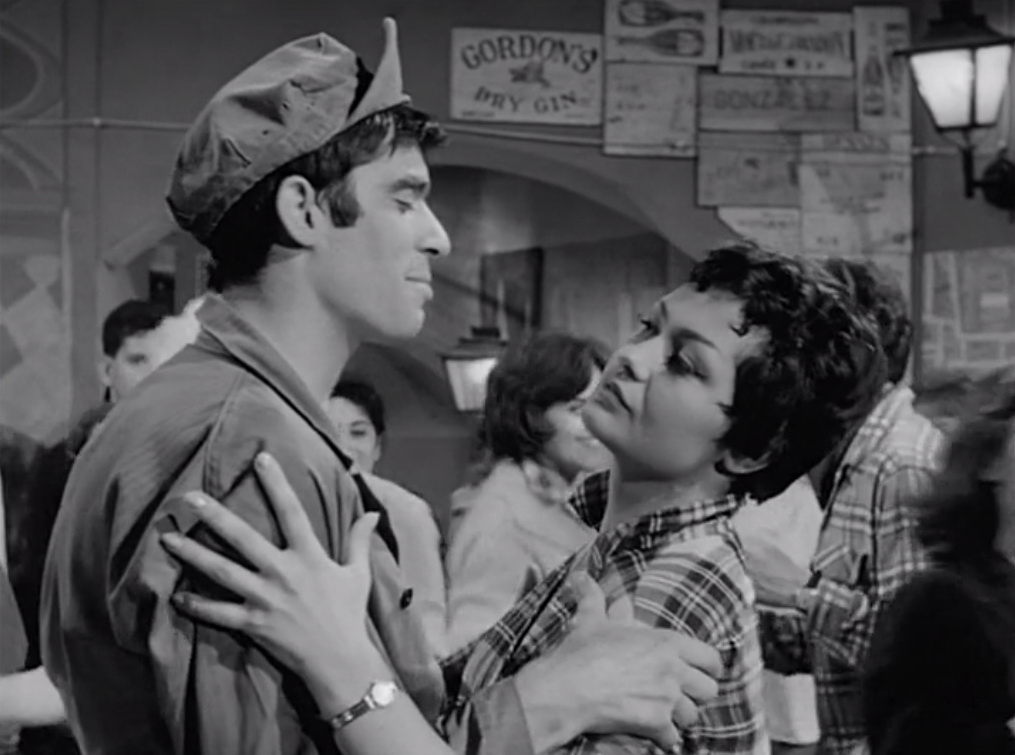
Renato Mambor e Gloria Milland in una scena del film I ragazzi del juke-box (1959)

Entrata nel mondo del cinema con il suo vero nome, adottò a partire dal 1961 lo pseudonimo Gloria Milland per adeguarsi alla moda italiana dell'inizio degli anni sessanta, che vedeva molti attori del "Belpaese" adoperare nomi americanizzati.
Il primo film in cui apparve fu Fantasmi e ladri (1959) di Giorgio Simonelli, mentre la sua ultima apparizione fu in Odio per odio (1967) di Domenico Paolella, film dopo il quale si ritirò dalle scene.
Milland morì il 27 agosto 1989 a Ladispoli.

## Filmografia
- Fantasmi e ladri, regia di Giorgio Simonelli (1959)
- I ragazzi del juke-box, regia di Lucio Fulci (1959)
- Il mio amico Jekyll, regia di Marino Girolami (1960)
- La strada dei giganti, regia di Guido Malatesta (1960)
- Rapina al quartiere Ovest, regia di Filippo Walter Ratti (1960)
- Ferragosto in bikini, regia di Marino Girolami (1960)
- Goliath contro i giganti, regia di Guido Malatesta (1961)
- Bellezze sulla spiaggia, regia di Romolo Guerrieri (1961)
- Le magnifiche 7, regia di Marino Girolami (1961)
- Scandali al mare, regia di Marino Girolami (1961)
- Dieci italiani per un tedesco (Via Rasella), regia di Filippo Walter Ratti (1962)
- Twist, lolite e vitelloni, regia di Marino Girolami (1962)
- L'ira di Achille, regia di Marino Girolami (1962)
- L'arciere delle mille e una notte, regia di Antonio Margheriti (1962)
- Il duca nero, regia di Pino Mercanti (1963)
- Ursus gladiatore ribelle, regia di Domenico Paolella (1963)
- Le tre spade di Zorro, regia di Ricardo Blasco (1963)
- D'Artagnan contro i 3 moschettieri, regia di Fulvio Tului (1963)
- Goliath e la schiava ribelle, regia di Mario Caiano (1963)
- I tre spietati, regia di Joaquín Luis Romero Marchent (1963)
- Delitto allo specchio, regia di Ambrogio Molteni e Jean Josipovici (1964)
- I sette del Texas, regia di Joaquín Luis Romero Marchent (1964)
- Maciste alla corte dello Zar, regia di Tanio Boccia (1964)[1]
- Maciste nell'inferno di Gengis Khan, regia di Domenico Paolella (1964)[2]
- Il gladiatore che sfidò l'impero, regia di Domenico Paolella (1965)
- Mani di pistolero (Ocaso de un pistolero), regia di Rafael Romero Marchent (1965)
- L'uomo dalla pistola d'oro, regia di Alfonso Balcázar (1965)
- Gringo, getta il fucile! (El aventurero de Guaynas), regia di Joaquín Luis Romero Marchent (1966)
- ...e divenne il più spietato bandito del sud, regia di Julio Buchs (1967)
- Un uomo e una colt, regia di Tulio Demicheli (1967)
- Odio per odio, regia di Domenico Paolella (1967)

## Doppiatrici
- Fiorella Betti in Ferragosto in bikini, I sette del Texas, Un uomo e una colt
- Rita Savagnone in Il duca nero, L'uomo dalla pistola d'oro, Gringo getta il fucile!
- Rosetta Calavetta in I tre spietati, Sette ore di fuoco, Odio per odio
- Noemi Gifuni in Maciste nell'inferno di Gengis Khan
- Gabriella Genta in Mani di pistolero